# Aikokusha

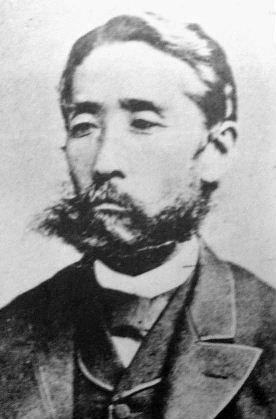
Portrait d’Itagaki Taisuke

L'Aikokusha (愛国社, Société des Patriotes) était un parti politique japonais de l'ère Meiji.
L'Aikokusha a été fondé en février 1875 par Itagaki Taisuke, dans le cadre d'une fédération politique libérale pour associer son Risshisha au Mouvement pour la liberté et les droits du peuple. Il a été dissous la même année, quand Okubo Toshimichi a promis à Itagaki que le gouvernement rédigerait une constitution.
Comme aucune constitution n'est apparue, en septembre 1878, Itagaki rétablit l'Aikokusha et le renomma en Ligue pour l'établissement d'une assemblée nationale (国会期成同盟, Kokkai Kisei Dōmei). Son but premier était de pétitionner au gouvernement pour établir une assemblée nationale. On le considère comme le prédécesseur du Jiyūtō, qu'Itagaki a fondé en octobre 1881. La Constitution de l'empire du Japon entre en vigueur en 1890.
L'Aikokusha ne doit pas être confondu avec l'Aikoku Kōtō, ou avec divers autres partis postérieurs ultranationalistes avec des noms semblables.